# Đăk Ring
Đăk Ring là một xã thuộc huyện Kon Plông, tỉnh Kon Tum, Việt Nam.
Xã Đăk Ring có diện tích 97,47 km², dân số năm 2019 là 1.991 người, mật độ dân số đạt 20 người/km².